# 李福林庄园中心区住宅建筑
李福林庄园中心区住宅建筑，位于中国广东省广州市海珠区江海街道广州大道南933号（原大塘村厚德围），是民国时期军长李福林的宅邸，为广州市的一个市、县级文物保护单位，类型为近现代重要史迹及代表性建筑，公布时间为1999年7月。
李福林庄园中心区住宅建筑的历史年代为1921。